# Chêne-Bernard
Chêne-Bernard é uma comuna francesa na região administrativa de Borgonha-Franco-Condado, no departamento de Jura. Estende-se por uma área de 3,61 km². Em 2010 a comuna tinha 69 habitantes (densidade: 19,1 hab./km²).